# Charaa gol
Charaa gol (mong. Хараа гол, dosł. „czarna rzeka”) – rzeka w północnej Mongolii, prawy dopływ Orchonu. Liczy 291 km a powierzchnia jej dorzecza wynosi ok. 15 tys. km². Przepływa przez miasto Darchan. Źródła znajdują się w górach Chentej, na północ od Ułan Bator.
W dolinie rzeki występują żyzne gleby ciemnokasztanowe i kasztanowe, co daje korzystne warunki dla uprawy zbóż. Przeważają uprawy pszenicy jarej. W dorzeczu Charaa gol eksploatowane są także lasy. Rzeka zamarza w końcu października lub na początku listopada i przez cztery miesiące jest skuta lodem. Latem, głównie w lipcu i sierpniu, rzekę wykorzystuje się do spławiania drewna.
Od źródła aż do ujścia rzeki wzdłuż prawego brzegu biegnie Kolej Transmongolska.